# 雨倉孝之
雨倉 孝之（あめくら こうじ、1928年11月3日 - 2015年7月16日）は、日本の海軍史家・海事史家。海軍史・海事史、特に海軍制度史に詳しい。

## 略歴
東京府（現東京都）出身。1945年4月高等商船学校東京分校(機関科)に入校し、あわせて海軍機関術予備練習生を命ぜられるも、同年8月終戦により退校。同時に予備練習生も被免となる。
戦後は東京理科大学理学部卒業後、日本国有鉄道に勤務し、1984年退職。

## 著書

### 単著
- 『海軍ジョンベラ軍制物語』（光人社、1989年/新装版、1997年）
- 『海軍オフィサー軍制物語』（光人社、1991年/新装版、1997年）
- 『陣頭指揮 17人の飛行隊長が語る勝者の条件』（光人社、1996年）
- 『海軍アドミラル軍制物語』（光人社、1997年）
- 『海軍フリート物語 連合艦隊ものしり軍制学』上・下（光人社、1998年）
- 『飛行隊長が語る勝者の条件 最前線指揮官たちの太平洋戦争』（光人社NF文庫、1999年）

※『陣頭指揮』の改題・文庫版。
- 『海軍航空の基礎知識』（光人社NF文庫、2003年）
- 『帝国海軍士官入門 ネーバル・オフィサー徹底研究』（光人社NF文庫、2007年）

※『海軍オフィサー軍制物語』の改題・文庫版。
- 『帝国海軍下士官兵入門 ジョンベラ気質徹底研究』（光人社NF文庫、2007年）

※『海軍ジョンベラ軍制物語』の改題・文庫版。
- 『海軍護衛艦(コンボイ)物語』（光人社、2009年）
- 『海軍航空の基礎知識 ネイバル・エビエーションものしり物語』（光人社NF文庫、2009年）
- 『帝国海軍将官入門 栄光のアドミラル徹底研究』（光人社NF文庫、2015年）ISBN　9784-7698-2892-1

※『海軍アドミラル軍制物語』の改題・文庫版。

### 共著
- （平間洋一・市来俊男・影山好一郎・北澤法隆・齋藤義朗・中村悌次・左近允尚敏・長田博・手塚正水）『今こそ知りたい江田島海軍兵学校　世界に通用する日本人を育てたエリート教育の原点』（新人物往来社、2009年）

### 訳書
- リンゼイ・バーリィ『壮絶!鉄底海峡』（朝日ソノラマ、1989年）
- ロジャー・ヒル『死闘の駆逐艦』（朝日ソノラマ、1991年）
- A・E・ラングスフォード『国王陛下の巡洋艦』（朝日ソノラマ、1995年）
- ヨルダン・ヴァウス『Uボート・エース』（朝日ソノラマ、1997年）